# Englerodaphne
Englerodaphne es un género botánico con tres especies de plantas  perteneciente a la familia Thymelaeaceae.
Etimología
Englerodaphne: nombre genérico otorgado en honor del botánico alemán Heinrich Gustav Adolf Engler con el sufijo daphne.

## Especies
- Englerodaphne leiosiphon Gilg
- Englerodaphne pilosa Burtt Davy
- Englerodaphne subcordata (Meisn.) Engl.